# Malam Bacai Sanhá
Malam Bacai Sanhá (5 de mayo de 1947-9 de enero de 2012) fue un político y presidente de Guinea-Bisáu, elegido el 28 de junio del 2009, asumió el 8 de septiembre del mismo año. Anteriormente actuó como presidente interino de su país, entre el 14 de mayo de 1999 y el 17 de febrero de 2000.

## Biografía
Antiguo miembro del Partido Africano para la Independencia de Guinea y Cabo Verde (PAIGC), Sanhá actuó como gobernador de las regiones de Gabú y Bafatá y ocupó varios cargos ministeriales antes de convertirse en presidente de la Asamblea Nacional del Pueblo en 1994. Una guerra civil estalló en junio de 1998 entre elementos del ejército que seguían al general Ansumane Mané y los leales al presidente João Bernardo Vieira; el 26 de noviembre de 1998 Sanhá presidió la primera sesión de la Asamblea Nacional del Pueblo desde el comienzo de la guerra. Aunque fue crítico tanto con los rebeldes como con Vieira, focalizó más sus críticas en este último. Luego del derrocamiento de Vieira el 7 de mayo de 1999, Sanhá fue nombrado presidente interino por la junta militar presidida por Mané el 11 de mayo. Su designación para suceder a Vieira se intentó hacer en respeto a la Constitución, y debía ocupar el cargo hasta las nuevas elecciones que debían celebrarse a fin de año. Sanhá tomó posesión de su cargo el 14 de mayo, prometiendo paz y el fin de las persecuciones políticas.
En la primera ronda de las elecciones presidenciales subsiguientes, celebrada el 28 de noviembre de 1999, Sanhá terminó segundo con 23,37% de los votos. En la segunda vuelta, realizada el 16 de enero de 2000, obtuvo solamente el 28,0% de los votos contra el 72,0% de Kumba Ialá. La junta militar dirigida por Mané apoyaba la candidatura de Sanhá.
Luego de un golpe militar que en 2003 derrocó a Ialá y de un período de gobierno de transición, se celebraron nuevas elecciones presidenciales el 19 de junio de 2005, en las que tres expresidentes (Sanhá, Vieira e Ialá) fueron los principales candidatos. Sanhá, de nuevo interviniendo como candidato del PAIGC, terminó primero con 35,45% de los votos. El exjefe de Estado João Bernardo Vieira se ubicó segundo con 28,87%. A pesar de su triunfo en la primera vuelta, Sanhá perdió el balotaje que tuvo lugar el 24 de julio de 2005 frente a Vieira, por 47,65% a 52,35%. Sin embargo, rehusó aceptar el resultado, prometiendo llevar el caso a la Suprema Corte.
Sanhá disputó el liderazgo partidario al presidente del PAIGC, Carlos Gomes Junior, en el Séptimo Congreso Ordinario de junio-julio de 2008. Sin embargo, Gomes fue reelecto al final del Congreso, el 1º y 2 de julio, al recibir 578 votos contra 355 en favor de Sanhá.

## Fallecimiento
Sanhá fue ingresado en el Hospital Militar Val-de-Grâce de París a finales del año 2011. El mandatario, de 64 años de edad, entró en coma días después de su llegada al hospital. Finalmente, su deceso se produjo el día 9 de enero de 2012, sin que se precisara aún la causa del mismo. Esta enterrado en la Fortaleza São José da Amura.